# Anthopleura xanthogrammica
De groene reuzeanemoon (Anthopleura xanthogrammica) is een zeeanemonensoort uit de familie Actiniidae.
Anthopleura xanthogrammica is voor het eerst wetenschappelijk beschreven door Johann Friedrich von Brandt in 1835.